# Il manoscritto (romanzo giallo)
Il manoscritto (Det ellevte manus) è un romanzo poliziesco dell'autrice norvegese Anne Holt, l'undicesimo dedicato alle vicende di Hanne Wilhelmsen.
Oltre che in italiano, il libro è stato tradotto in danese, svedese e finlandese.

## Trama
Marzo 2020: a causa della pandemia di COVID-19, anche la città di Oslo è soggetta al lockdown. Henrik Holme sta indagando su un omicidio di una donna dalle strane proporzioni, alla quale è stato cancellato il volto, dopo averla uccisa. La bocca interna invece è rimasta intatta e questo fa pensare che non ci siano possibilità di identificazione tramite l'esame della mandibola. Intanto Hanne ha scritto un libro poliziesco e sta per pubblicarlo a cura di una prestigiosa casa editrice diretta da Marion Kovig. Per la revisione del manoscritto è contattata da Ebba Braut, neoassunta al posto di una veterana, Eli Schwartz.
Hanne viene a sapere che la casa editrice è in difficoltà a causa dello smarrimento di un altro manoscritto: l'undicesimo di Kate Howe, star della letteratura, ricchissima e sorella più giovane della titolare Marion. Il nome di Kate è infatti un nome d'arte e l'acclamata scrittrice si chiama Katja Kovig. Responsabile della scomparsa è proprio Eli Schwartz che, a suo dire, ha trascurato di fare le copie necessarie, impegnata com'era nei festeggiamenti per il suo pensionamento. Tutto questo non convince Hanne e ancor meno Ebba che sembra destinata a pagare la colpa di chi l'ha preceduta. Dovendo svolgere indagini informali, le due donne, divenute amiche, si rendono conto che Kate/Katja, dietro i folli capricci da diva, sembra ignorare tutto dei libri che avrebbe scritto, al punto di confondere titoli e trame. L'ipotesi che Marion sia l'autrice dei volumi sembra attraente, ma poco realistica, data la mole di lavoro che questa ha svolto sotto gli occhi di tutti.
Nel frattempo le indagini di Henrik procedono farraginose, fino a quando viene contattato da colleghi di una regione nel nord della Norvegia. La donna uccisa e privata del volto aveva infatti tra i capelli tracce di vegetazione presente in un luogo remoto. Tuttavia, dalla comunità manca solo una certa Astrid, morta per cause naturali e sepolta regolarmente. La bicocca in cui Astrid viveva è stata utilizzata per un'esercitazione dei pompieri locali, dopo che era stato consegnato un piccolo cofano al sacrestano Monrad Mølle. Nel cofanetto l'uomo ha trovato carte coperte da disegni, rivelatrici di una corrispondenza di Astrid con qualcuno di cui si ignora tutto. Dopo ulteriori ricerche il sacrestano scopre un altro cofano più grande, pieno di denaro e di un grosso fascio di fogli intitolato "L'undicesimo manoscritto". All'uomo non resta che rivolgersi alla nipote Anette, sceriffa del paesino.
Tutta la vicenda fa conoscere l'esistenza di Elspeth Kovig, figlia di Marion e da lei uccisa. L'infelice, affetta da un difetto nella bocca, era stata relegata in un luogo nascosto e affidata ad Astrid. Elspeth era l'autrice dei libri pubblicati da Marion, ma grazie alla madre adottiva Astrid, si era resa conto di come fosse stata defraudata del suo lavoro e aveva minacciato Marion di rivelare la verità proprio con l'undicesimo manoscritto. L'esistenza di Elspeth aveva origine in un torbido incesto (dal quale era nata anche Katja), ma il padre di Marion che aveva abusato ripetutamente di lei, rimasto vedovo, non poteva giustificare l'esistenza di Elspeth, relegandola e privandola anche di cure neceessarie all'uso della parola. E il cadavere della donna senza volto era appunto il suo.

## Edizioni in italiano
- Anne Holt, Il manoscritto, traduzione di Margherita Podestà Heir, Torino: Einaudi, 2023